# Omegalebra balloui
Omegalebra balloui är en insektsart som beskrevs av Young 1957. Omegalebra balloui ingår i släktet Omegalebra och familjen dvärgstritar.
Artens utbredningsområde är Costa Rica. Inga underarter finns listade i Catalogue of Life.